# Pedro Herrera Sancristóbal
Pedro María Herrera Sancristóbal (Bilbao, Biscaia, 17 de juliol de 1959) és un exfutbolista basc que jugava com a migcampista. És el pare del també futbolista Ander Herrera.
Després de retirar-se, Herrera va treballar de mànager general pe Celta i el Reial Saragossa.

## Palmarès
- Copa del Rei amb el Reial Saragossa l'any 1986.